# 銀城空吾
銀城空吾（日语：／ GinJou KuuGo）是日本漫畫《BLEACH》的角色。為劇裡首位獲得屍魂界官方認定成為「初代代理死神」的人類，後捨棄代理死神的頭銜，隱居於現世建立完現術者組織「XCUTION」。

## 人物

### 外表與性格
完現術者組織「XCUTION（執行部）」的領導人。特徵是梳著向後的及頸中短髮，略為上鉤的寬眉尾，褐色眼睛，身型高大結實，穿著絨毛領子的黑色外套，佩戴銀色的十字架項鍊，血型為AB型，組織會員號碼為001。喜歡吃拉麵。經常獨自行動，做事相當謹慎，危機意識高，即使是先前給過連絡方式的對象，也會要求對方照他指示的暗號連絡，才肯和對方碰面。雖然平時神情穩重，但在達成目的的同時，還會露出猙獰的表情來代表滿足。就連一護在修行期間和他交戰時，都無法在刀劍交鋒的瞬間，感知他的真實情緒。是目前劇情當中，唯一已知具備雙重能力媒介（十字項鍊與死神代理證）的完現術者。因為學會完現術的緣故，因此有很強的臂力，能夠輕鬆揮舞自己的大劍。
事實上，他和伙伴月島秀九郎同樣都是為達目的不擇手段的人，只要對方失去利用價值就會毫不猶豫的拋下對方。一旦意識到某對象的能力將會帶來麻煩，甚至會在目標達成後將該對象除掉。曾被月島吐槽他的演技相當地差。作者在附錄特典集賦予銀城的關鍵詞為「偽」。

### 身世與經歷
根據碎蜂與日番谷冬獅郎的解說，過去銀城是個犯下奪取死神力量之罪且殺人無數的罪犯，雖然屍魂界因為銀城的出現特地為他設置代理死神的相關條例，可是銀城卻在獲得屍魂界親自授予的死神代理證並成為初代代理死神之後自行放棄職位隱藏在現世當中，並招集完現術者加入他的陣營，還和XCUTION成員締結收綬力量的契約，以便於互相利用彼此的力量（但在月島回憶篇中，銀城和月島年齡不相當，由此可知銀城是一名真正的死神，而非人類）。除了對浦原喜助屢次幫助一護等人的動機感到質疑，知道黑崎一護是人類與死神結合生下的後代以外，他還是少數知道一護曾經被虛化問題所苦的人類。為了引起一護的注意，銀城和月島在代理死神消失篇聯手襲擊石田雨龍 ，還宣稱自己是為了幫助自己與同伴消除身上的力量，才耗費多年時間聚集類似能力的夥伴，研究消除自身力量的方法，和組織成員訓練一護學會完現術；其實這些說詞與行為，都是為了等到一護練成完現術時，藉機奪取完現術力量的掩飾。

## 劇情表現

### 死神代理消失篇
初登場時，銀城為了奪回被搶的背包，因而在街上和搶犯展開追逐戰，由於當時路過的黑崎一護協助銀城制服搶犯，才順利的拿回自己的背包。起先銀城為了答謝一護想請他吃拉麵，但一護不希望讓別人知道他動手打人的消息，而謝絕銀城的邀約。為了引起一護的注意，來到鰻魚屋委託調查黑崎一心的身家工作，卻因為一護聲稱能夠回答任何有關一心的疑問，而認為一護對他的家人仍然一無所知。除了建議一護趕到浦原商店視察，告知有關夏梨頻繁光顧浦原商店一事之外，還提醒一護「別因為曾受某人的幫助，就不去質疑對方」。並且在表明自己身分的同時，將XCUTION的聯絡方式留給一護，表示有需要時可以和他們連絡。
他邀請希望協助一護恢復死神力量的茶渡泰虎加入他們的行列，並指示毒峰莉露卡將茶渡帶到XCUTION的組織本營。銀城和月島為了引起一護的注意，故意讓石田雨龍注意到月島的行蹤，銀城則趁月島回頭反擊的時候，瞬間重創雨龍使其右手臂斷裂（動畫版改成雨龍身受重傷倒在血跡裡），還要求月島對他施展「終結之書」的能力，使自己和月島變成敵對狀態。之後銀城接獲一護的求助電話，親自將他帶到組織本營，說明組織會協助一護恢復死神的力量，還提到組織成員的力量特性，必須要有同時具備人類與死神力量的對象，才能將其轉移到該對象身上，並且聲明若是一護能跟他們合作，雙方都能從中受益。令原本對銀城抱持懷疑態度的一護，終於了答應這項交涉，同意與銀城等人合作。
井上織姬被月島秀九郎襲擊後，銀城和組織成員為一護安排第二階段的完現術修行，還在月島忽然闖入XCUTION組織本營時，出面制止茶渡對月島出手。替一護擋下攻擊之餘，和月島展開激烈決戰，被對方劃傷右邊額頭。待月島先行離去後，銀城和雪緒來到XCUTION的備用基地，協助一護進行最終階段的完現術訓練，除了讓織姬進入雪緒的能力空間負責治療以外，還讓茶渡待在獨立的隔間裡進行特訓。但修行過程中，銀城還沒等到織姬完全治好一護的傷勢，便逕自持劍準備破壞織姬的治療盾，使得織姬為此施展「四天抗盾」抵擋並反射銀城的攻勢，並特地警告銀城不可以在一護的傷勢痊癒前，擅自干預治療的過程。為了讓一護盡速準備好戰鬥的覺悟，銀城隨即持劍砍傷一護的雙眼，命令雪緒在能力空間製作牢籠限制織姬的行動，還一度揚言要對茶渡與織姬痛下殺手，結果一護因為受到刺激的緣故，令體內的完現術力量瞬間爆發，導致銀城為了壓制住一護的完現術力量而身受重傷（但銀城為了取信於一護，而向其誆稱先前的行為是為了刺激他的能力完成，才會扮黑臉對他做出挑釁的舉止）。事後銀城為了確保一護的體力能夠承擔完現術帶來的負荷，還特地對一護進行體能訓練，並且在結束訓練的同時，讓一護、茶渡、織姬先行離開能力空間；而月島亦依照銀城的計畫，解除XCUTION成員身上的鑲嵌記憶，進而控制一護身邊的親友。
之後，銀城在街上和一護會合，將他帶到一處廢棄的建築物裡，說明月島的能力之餘，還慫恿一護殺害月島以切斷週遭人與月島的聯繫。然而雪緒卻透過通訊系統找到了一護與銀城的下落，將兩人引領至月島所在的大宅邸。其後銀城挺身對抗月島、獅子河原與其他的XCUTION成員，還趁一護險些被月島施展「終結之書」的能力擊中身軀時，刻意以肉身擋下月島的攻勢，藉機解除了月島對他施展的能力，轉而對一護刀劍相向並奪取他的完現術，一護卻因為被忽然現身的朽木露琪亞利用浦原喜助特製的靈刀刺中胸膛，而重獲死神的力量。發現情況不對勁的銀城企圖暫時撤退以重振旗鼓，但仍被一護及時制止並拖回戰線，轉而發動從一護身上奪來的完現術能力並變身成另外的姿態，還將多餘的力量分配給除了獅子河原與月島以外的XCUTION成員，好讓XCUTION成員迎擊前來支援一護的死神們。
之後銀城被轉移到雪緒的能力空間內，和一護與雨龍展開決戰，還在戰鬥中透露浮竹十四郎計畫利用死神代理證監控代理死神的真相，試圖讓一護的精神產生動搖。結果一護不但施展卍解打破能力空間，還再次聲明自己堅持守護他人的立場，使得銀城為此施展卍解強化自己的力量並企圖解決對方，仍不敵一護的攻勢遭到重創倒地。最終銀城發現一護其實在兩人決戰的期間，一直嘗試著理解他的想法，還沒能徹底思索兩人之間的立場問題，便因為傷勢過重而不治身亡。

### 身後劇情與影響
一護擊敗銀城之後，月島因為見到銀城死在對手的刀下而感到憤怒，便趁著一護疏於防備的情況下，準備殺害前者為銀城報仇，卻因此砍傷了試著保護一護的莉露卡。後來莉露卡告訴月島，雖然銀城救了整個XCUTION的成員，但只憑組織全員的力量根本不足以拯救銀城，而真正解救銀城的對象不是別人，正是一護，才讓月島正式打消了為銀城復仇的念頭。
銀城身故之後，XCUTION亦隨著組織成員陸續離團而正式解散，他的遺體則被阿散井戀次帶回屍魂界。得知這項消息的一護，特地為此親自前往屍魂界與總隊長山本元柳齋重國會談，以「對方只是個代理死神」為由，提出將銀城的遺體帶回現世安葬的請求，令現場所有隊長對他提出的要求感到驚訝不已（動畫版則交代山本總隊長同意一護的請求，並派遣其他隊員裝著銀城遺體的棺木運回現世）。

### 千年血戰篇
和同樣戰死的月島與沓澤來到屍魂界，抵達流魂街時被志波空鶴所救，作為報答空鶴的條件協助志波岩鷲進行能力訓練。後來和月島作為支援者現身靈王宮。

### 官方小說《Can't Fear Your Own World 》
成田良悟著作的BLEACH官方小說《Can't Fear Your Own World 》 中，銀城在千年血戰篇落幕後的十年間，接受護廷十三隊九番隊副隊長檜佐木修兵的採訪，他告訴後者，過去他任職代理死神期間認識的完現術夥伴被死神殺害，認為是當初頒給他代理死神證的時任十三番隊長浮竹十四郎下的手，所以他才仇視死神、算計一護，為向屍魂界復仇。之後在流魂街遇見以「XCUTION」名義活動的宗教法人，對此產生疑心並展開調查行動，後期和其他完現術者夥伴被捲入和產絹彥彌、道羽根阿烏拉的戰鬥。
事件中，綱彌代時灘坦白，當初是他動用貴族的權力捏造完現術者要背叛屍魂界的虛假情報，讓中央四十六室派遣死神殺死銀城的同伴們，而浮竹則是至始至終都在為銀城等人辯護，甚至連代理死神證上的監視裝置也不是他的意見。

## 斬魄刀
- 『斬魄刀』（刀名未知）

僅在月島的回憶片段中出現，刀柄被白色布條纏住，沒有刀鞘的武士刀。

## 完現術
銀城的完現術是少數能將屬於虛和死神力量結合運用的特殊綜合形。由於銀城在過去曾經藉著自身的掠奪能力獲得死神的力量，加強了對虛的能力的承受度，所以在劇中已登場的完現術者裡只有他才會在施展能力時浮現虛的特徵。
- “十字絞刑台”（Cross of scaffold）

能力媒介是自己的十字項鍊，用自身的靈力強化十字項鍊，變成一把刀柄長過護手，劍鍔中央鑲嵌紅色寶石，劍身接近護手部分摟空並綴有金色支架的巨大雙手劍。能力者可在劍身上積蓄大量的靈壓，藉此揮出巨大的斬擊波（動畫版的斬擊波為綠色）。若是搭配代理死神許可證一起使用，雙手劍的護手會出現一個繪有交叉圖案的骷髏頭，除了可以復原被破壞的劍鍔以外，甚至可藉此奪取其他完現術者的完現術力量。
動畫版搭配代理證發動完現術時，骷髏頭的叉型圖案為紅色，支架與劍鍔則分別變成黑色與鐵灰色。
- 完現術初段變身

奪取了一護的完現術並發動能力後，銀城的身上多了骷髏般的黑白緊身護甲、護肘、手套與過膝長靴，腹部綴有六片護甲，配戴白色的中空頸飾，腰部多了「X」型裝飾的腰帶，兩條綴鍊分別從胸前的護甲連接至雙腳上的白色長靴。此狀態下的銀城，可以將奪來的完現術力量，分給其他完現術者。不僅攻擊中混雜了一護的靈壓，甚至還能施展一護所有的技能。
- 完現術二段變身（卍解）

臉上出現斜向的紫色十字型面紋，頭髮變白，眼白變紫，瞳孔變成白色，從背上裝備的四座立體孔出現巨大的「X」型光翼，身上的黑白護甲變得更加緊實，衣領和腰部以下的護甲綴著長而蓬鬆的紫紅色綴毛（動畫版將腰部以下的綴毛潤飾成白色）。雙手劍的劍鍔變成長而彎曲的成對螺紋牛角，金色支架的頂部和底部附著幾枚利齒，手持的刀柄前端變成不平整的尖銳形狀、後段則是脊椎骨般的模樣。此狀態的銀城激活了虛的力量，甚至可以在雙手劍的前方積蓄並發射虛閃。

## 完現術施展的技
銀城施展的技能，多為凝聚自身靈壓發動斬擊的招式。其後因為奪取一護的完現術並發動變身能力，才能使用一護的招式。
| 技能名稱                          | 簡介 |
| --------------------------------- | --- |
| 技「月牙天衝」（Getsuga tenshou） | 初段變身狀態下使用，給刀吸收自己靈力的力量，從刀尖施展超高密度靈壓的紫色斬擊，威力和一護的相當，且在卍解狀態施展的月牙天衝顏色為黑色，邊緣帶紫紅色。 |
| 「虛閃」（Cero）                  | 卍解型態下使展，從雙手劍刀刃頂端積蓄發射的虛閃，但被一護徒手接住部分的攻擊，動畫中顏色為紫紅色。                                                     |

| 招式名稱                                   | 招式名稱 | 簡介 |
| 基本技                                     | 延伸招式 | 簡介 |
| ------------------------------------------ | --- | ---- |
| 完現術「十字絞刑台（Cross of Scaffold ）」 | |      |
| -                                          | 能力媒介是自己的十字项链，用自身的灵力强化十字项链，变成一把刀柄长过护手，剑锷中央镶嵌红色宝石，剑身接近护手部分搂空并缀有金色支架的巨大双手剑。能力者可在剑身上积蓄大量的灵压，藉此釋放足以破壞一棟高樓的巨大的綠色斩击波。若是搭配代理死神许可证一起使用，双手剑的护手会出现一个绘有交叉图案的骷髅头，除了可以复原被破坏的剑锷以外，甚至可藉此夺取其他完现术者的完现术力量。 |      |
| 完现术初段变身                             | 夺取了一护的完现术并发动能力后，银城的身上多了骷髅般的黑白紧身护甲、护肘、手套与过膝长靴，腹部缀有六片护甲，配戴白色的中空颈饰，腰部多了“X”型装饰的腰带，两条缀炼分别从胸前的护甲连接至双脚上的白色长靴。此状态下的银城，可以将夺来的完现术力量，分给其他完现术者。不仅攻击中混杂了一护的灵压，甚至还能施展一护所有的技能。                                                    |      |
| 月牙天衝                                   | 吸收一护完现术后才能使用的月牙天衝，给刀吸收自己灵力的力量，从刀尖施展超高密度灵压的斩击。動畫版所釋放的月牙天衝邊緣靈壓為闇紫色。 |      |
| 完现术二段变身（卍解）                     | 脸上出现斜向的紫色十字型面纹，头发变白，眼白变黑，身上的黑白护甲变得更加紧实但露出腰部，衣领和腰部以下的护甲缀著长而蓬松的毛。双手剑的剑锷变成长而弯曲的成对螺纹牛角，金色支架的顶部和底部附着几枚利齿，手持的刀柄前端变成不平整的尖锐形状、后段则是宛若脊椎骨般的模样。 |      |
| 虚闪（Cero）                               | 从双手剑刀刃顶端积蓄发射的虚闪，但被一护徒手接住部分的攻击。動畫版的虛閃顏色為紫色。 |      |

## 卷首語
- 「時間常從背後迫近，呼嘯著從眼前流逝而去。務必站穩。時間試圖將你推向美好的過去，即使你極力抗拒。莫向前看，從背後滔滔而至的冥冥濁流，你的希望正在其中。」 —— 單行本第五十集。

## 備註
1. ↑  1.由於動畫版增加一護將代理證拋入河裡的劇情，導致一護在動畫版第346話與第347話的表現，被改成聽完銀城說明後不但沒有直接答應合作，還聲稱他想知道的只有同伴發生的狀況，而非銀城說明XCUTION邀請他進來的理由；其後增加銀城救了被虛攻擊的游子和一護的劇情，才使得一護重新思考同伴之間發生的危險情況，正式答應和XCUTION合作，銀城也順勢歸還一護先前拋棄的代理證。